# 大野露井
大野 露井（おおの ろせい、1983年 - ）は、日本の翻訳家、小説家。東京都出身。

## 経歴
法政大学国際文化学部教授。専攻は日本古典文学、比較文化。博士（学術）（国際基督教大学）。
翻訳書に『僕は美しいひとを食べた』『教皇ハドリアヌス七世』など。
本名の「大野 ロベルト」名義の著書に『紀貫之』がある。

## 著書
※は、「大野ロベルト」名義

### 評論
- 『紀貫之：文学と文化の底流を求めて』（東京堂出版、2019年7月） ISBN 9784490210156 ※

### 小説
- 『塔のない街』（河出書房新社、2024年2月） ISBN 9784309031705

### 翻訳
- ジャック・ダデルスワル=フェルサン『リリアン卿：黒弥撒』（国書刊行会、2016年10月） ISBN 9784336060952
- ピーター・ノスコ, ジェームス・E.ケテラー（英語版）, 小島康敬編『江戸のなかの日本、日本のなかの江戸：価値観・アイデンティティ・平等の視点から』（柏書房、2016年12月） ISBN 9784760147595 ※
- ピーター・ノスコ『徳川日本の個性を考える』（東京堂出版、2018年5月） ISBN 9784490209877 ※
- M.ウィリアム・スティール『明治維新と近代日本の新しい見方』（東京堂出版、2019年6月） ISBN 9784490210125 ※
- モーリス・サックス（英語版）『魔宴』（彩流社、2020年9月） ISBN 9784779126703
- チェンティグローリア公爵（ドイツ語版）『僕は美しいひとを食べた』（彩流社、2022年2月） ISBN 9784779127847
- コルヴォー男爵（英語版）『教皇ハドリアヌス七世』（国書刊行会、2023年9月） ISBN 9784336075185

### 共編著
- 『日記文化から近代日本を問う：人々はいかに書き、書かされ、書き遺してきたか』（田中祐介編 ; 柿本真代ほか執筆、笠間書院、2017年12月） ISBN 9784305708885 ※
- 『Butoh入門：肉体を翻訳する』（大野ロベルト, 相原朋枝編 ; 向酒治子ほか著、文学通信、2021年12月） ISBN 9784909658685 ※
- 『吉田健一に就て』（川本直, 樫原辰郎, 武田将明編 ; 伊達聖伸ほか執筆、国書刊行会、2023年10月） ISBN 9784336075376 ※

## 参照
- 大野露井×佐藤亜紀×川本直「小説と翻訳のあわい」https://bunshun.jp/articles/-/70051
- 日本を逃げ出しロンドンへ、週210ポンドの部屋を借りて…実体験もまじえて描く、日本から見た“イギリス的なもの”https://bunshun.jp/articles/-/70051